# 10人の泥棒たち
『10人の泥棒たち』（じゅうにんのどろぼうたち、原題：도둑들）は、2012年公開の韓国映画。韓国や香港、マカオを舞台にそれぞれ野望を胸に秘める男女10人の窃盗団チームが、世界に一つしかない幻のダイヤモンド「太陽の涙」奪取に挑むサスペンスアクション。韓国国内では1,298万人以上の動員数を記録し、韓国映画の国内動員数では歴代7位にランクインしている（2019年時点）。
キャストには『チェイサー』のキム・ユンソク、『猟奇的な彼女』のチョン・ジヒョン、『新しき世界』のイ・ジョンジェ、香港の名優サイモン・ヤムらアジアの豪華スターがキャスティングされている。

## ストーリー
韓国を中心に活動する窃盗団のリーダー、ポパイ（イ・ジョンジェ）は、元相方マカオ・パク（キム・ユンソク）から二千万ドルに相当するといわれるダイアモンド「太陽の涙」を巨大カジノから盗み出すという計画を聞かされる。香港へ向かったメンバー6人を中国人窃盗団の4人が出迎え、カジノに潜入する。

## キャスト
| 役名                     | 俳優               | 日本語吹替   |
| ------------------------ | ------------------ | ------------ |
| マカオ・パク             | キム・ユンソク     | 山寺宏一     |
| ペプシ                   | キム・ヘス         | 朴璐美       |
| ポパイ                   | イ・ジョンジェ     | 平田広明     |
| イェニコール             | チョン・ジヒョン   | 平野綾       |
| チェン                   | サイモン・ヤム     | 石塚運昇     |
| ガム                     | キム・ヘスク       | 小山茉美     |
| アンドリュー             | オ・ダルス         | 小山力也     |
| ザンパノ                 | キム・スヒョン     | 野島健児     |
| ジュリー                 | アンジェリカ・リー | 小松由佳     |
| ジョニー                 | デレク・ツァン     | 中井和哉     |
| ウェイ・ホン             | キ・グクソ         | 大友龍三郎   |
| 班長                     | チュ・ジンモ       | 坂口哲夫     |
| 捜査課長                 | ナ・グァンフン     | 江川央生     |
| ニセマダム               | チェ・グッキ       | 石塚理恵     |
| イ・ハチョル(美術館館長) | シン・ハギュン     | 山中真尋     |
| 盗品商                   | キム・ガンウ       | 蜂須賀智隆   |
| カジノ支配人             | チェ・ドンムン     | くわはら利晃 |
| ヨンシク                 | ソン・ビョンウク   | 半田裕典     |
| ティファニー(ダイヤ商人) | イェ・スジョン     | 橋本佳奈子   |
| マカオ・パクの父         | ホン・ウォンギ     | 北田理道     |

- 日本語版制作スタッフ
その他声の出演：金本涼輔、荒井聡太、金香里、寺井智之、矢嶋友和、紗上唄菜
演出：清水勝則、翻訳：舟見恵香
日本語版制作：青二プロダクション／ザック・プロモーション

## 受賞
- 第49回大鐘賞：助演女優賞（キム・ヘスク）
- 第33回青龍映画賞：技術賞（ユ・サンソプ、チョン・ユンホン）
- 第33回青龍映画賞：人気スター賞（キム・スヒョン）
- 第33回青龍映画賞最多観客賞[3]
- 第20回大韓民国文化芸能大賞：映画部門 大賞（キム・ユンソク）
- 第12回大韓民国青少年映画祭：男優部門 人気映画人賞（キム・ユンソク）